# Ла-Сольс
Ла-Сольс (фр. La Saulce, окс. La Sauça) — коммуна во Франции, находится в регионе Прованс — Альпы — Лазурный Берег. Департамент коммуны — Верхние Альпы. Входит в состав кантона Таллар. Округ коммуны — Гап.
Код INSEE коммуны — 05162.
В Ла-Сольс насчитывается более 300 солнечных дней в году.

## Население
Население коммуны на 2008 год составляло 1274 человека.
| 1962 | 1968 | 1975 | 1982 | 1990 | 1999 | 2008 |
| ---- | ---- | ---- | ---- | ---- | ---- | ---- |
| 563  | 565  | 688  | 638  | 632  | 905  | 1274 |

## Экономика
В 2007 году среди 719 человек в трудоспособном возрасте (15—64 лет) 547 были экономически активными, 172 — неактивными (показатель активности — 76,1 %, в 1999 году было 72,9 %). Из 547 активных работали 482 человека (273 мужчины и 209 женщин), безработных было 65 (25 мужчин и 40 женщин). Среди 172 неактивных 50 человек были учениками или студентами, 62 — пенсионерами, 60 были неактивными по другим причинам.

## Фотогалерея
- Автомагистраль A51
- Подвесной мост через реку Дюранс
- Карта коммуны